# (2058) Róka
(2058) Róka est un astéroïde de la ceinture principale.

## Description
(2058) Róka est un astéroïde de la ceinture principale. Il fut découvert le 22 janvier 1938 à l'observatoire Konkoly par György Kulin. Il présente une orbite caractérisée par un demi-grand axe de 3,13 UA, une excentricité de 0,15 et une inclinaison de 2,5° par rapport à l'écliptique.

## Nom
L'astéroïde a été nommé en mémoire de Gedeon Róka (1906-1974), célèbre vulgarisateur d'astronomie en Hongrie pendant trois décennies.

## Compléments